# پارک ملی جاشوا تری
پارک ملی جاشوا تری (به انگلیسی: Joshua Tree National Park) پارکی طبیعی در جنوب شرقی ایالت کالیفرنیا در ایالات متحده آمریکا است.
این پارک در سال ۱۹۹۴ به عنوان پارک ملی اعلام شد. پیشتر، از سال ۱۹۳۶، این پارک یک یادمان ملی ایالات متحده به شمار می‌آمد. این پارک ۳۱۹۶ کیلومتر مربع وسعت دارد.

## وب‌گاه‌های مربوطه
- وب‌گاه رسمی